# Municipio de Port Hope
El municipio de Port Hope (en inglés: Port Hope Township) es un municipio ubicado en el condado de Beltrami en el estado estadounidense de Minnesota. En el año 2010 tenía una población de 673 habitantes y una densidad poblacional de 8 personas por km².

## Geografía
El municipio de Port Hope se encuentra ubicado en las coordenadas 47°37′40″N 94°44′0″O / 47.62778, -94.73333. Según la Oficina del Censo de los Estados Unidos, el municipio tiene una superficie total de 84.14 km², de la cual 73,88 km² corresponden a tierra firme y (12,19 %) 10,26 km² es agua.

## Demografía
Según el censo de 2010, había 673 personas residiendo en el municipio de Port Hope. La densidad de población era de 8 hab./km². De los 673 habitantes, el municipio de Port Hope estaba compuesto por el 96,29 % blancos, el 0,15 % eran afroamericanos, el 2,38 % eran amerindios, el 0,45 % eran asiáticos y el 0,74 % eran de una mezcla de razas. Del total de la población el 0,45 % eran hispanos o latinos de cualquier raza.